# Tajuña
Tajuña (z łaciny Tagonius) – rzeka w środkowej Hiszpanii przepływająca przez prowincje Guadalajara i Madryt. Jest dopływem Jaramy, zaś ta jest dopływem Tagu. Źródło rzeki znajduje się w pobliżu miejscowości Maranchón w prowincji Guadalajara, w miejscu zwanym Fuente del Carro. Rzeka płynie przez głębokie doliny, będące pozostałościami z epoki miocenu.
W dorzeczu rzeki występuje klimat śródziemnomorski suchy. Nasilenie częstości opadów deszczu występuje zazwyczaj w okresie jesieni i zimy.

## Morfologia
- Długość – 225 km
- Powierzchnia zlewni – 2.608 km²
- Średni przepływ wody – 1,87 m³/s
- Ujście – Jarama